# Кораблино (Тульская область)
Кораблино — деревня в Кимовском районе Тульской области России.
В рамках административно-территориального устройства входит в Кораблинский сельский округ Кимовского района, в рамках организации местного самоуправления входит в сельское поселение Епифанское.

## География
Расположена у реки Дон, в 17 км к югу от железнодорожной станции города Кимовск.
Севернее находится посёлок Епифань.

## Население
| 2002 | 2010 |
| ---- | ---- |
| 126  | ↗128 |

Население — 128 чел. (2010). 